# Liberty and Justice Party
Die Liberty and Justice Party ist eine Partei in Guyana. Ihr Führer und einziger Abgeordneter ist Lenox Shuman. Er diente als Deputy Speaker (Stellvertretender Sprecher) der National Assembly seit dem 1. September 2020.  

## Geschichte
Die Liberty and Justice Party (LJP) wurde am 12. Januar 2019 von Lenox Shuman gegründet, einem toshao (Häuptling) von St. Cuthbert’s Mission. Obwohl die Partei ihre Unterstützung hauptsächlich von den indigenen Stimmberechtigten bezieht, ist sie explizit inklusiv für alle Guyaner ausgelegt. In seiner Gründungsansprache sagte Shuman, dass die LJP jegliche Rassenpolitik (racial politics) ablehnt und sich für effektivere Dienstleistungen der Regierung einsetzt.

## Wahlen 2020
Die LJP kandidierte in den Wahlen 2020 mit Shuman als Präsidentschaftskandidat. Im Parteimanifest, den „Pillars of Prosperity“ (Säulen des Wohlstands), verspricht die Partei Initiativen um die Wirtschaft von Guyana anzukurbeln und Bildungschancen zu verbessern. Die Partei errang 2.657 und erhielt damit einen Shared Seat im Parlament durch eine Allianz mit den Parteien A New and United Guyana und The New Movement. Shuman wurde als Abgeordneter der Allianz gewählt. Er wurde auch zum Deputy Speaker (Stellvertretenden Sprecher) der National Assembly gewählt.